# (4895) Embla
(4895) Embla es un asteroide perteneciente al cinturón de asteroides, descubierto el 13 de octubre de 1986 por Poul Jensen desde el Observatorio Brorfelde, Holbæk, Dinamarca.

## Designación y nombre
Designado provisionalmente como 1986 TK4. Fue nombrado Embla en honor a Embla, la primera mujer, que según la mitología nórdica, fue creada por Odín y sus dos hermanos, Vili y Ve, de un olmo.

## Características orbitales
Embla está situado a una distancia media del Sol de 2,354 ua, pudiendo alejarse hasta 2,911 ua y acercarse hasta 1,797 ua. Su excentricidad es 0,236 y la inclinación orbital 7,126 grados. Emplea 1319 días en completar una órbita alrededor del Sol.

## Características físicas
La magnitud absoluta de Embla es 13,5. Tiene 5,317 km de diámetro y su albedo se estima en 0,216. Está asignado al tipo espectral.